# Bizunesh Deba

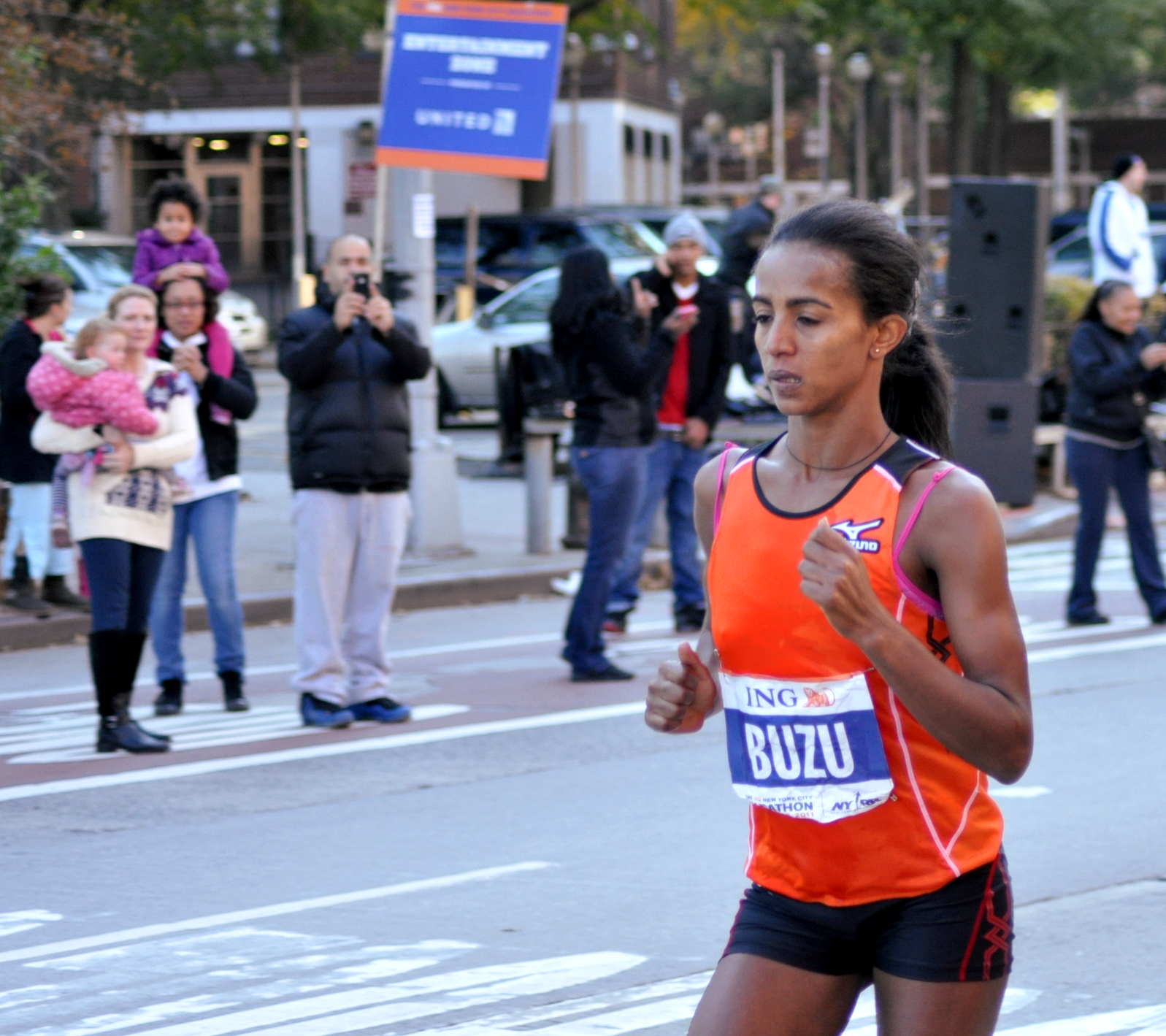
Bizunesh Deba beim New-York-Marathon 2011

Bizunesh Deba (* 8. September 1987) ist eine äthiopische Langstreckenläuferin, die sich auf Straßenläufe spezialisiert hat.
2009 wurde sie Siebte beim New-York-City-Marathon und siegte beim California International Marathon.
2010 gewann sie den Naples-Halbmarathon, den National Marathon to Fight Breast Cancer, den Healthy Kidney 10K und wurde Neunte beim New York Mini 10K. Einem Sieg beim Grandma’s Marathon folgte ein weiterer beim Twin Cities Marathon, wo sie ihren persönlichen Rekord um mehr als vier Minuten verbesserte und mit acht Minuten Vorsprung siegte. 2011 gewann sie den Los-Angeles-Marathon und den Rock ’n’ Roll Marathon in San Diego. Beim Boston-Marathon 2014 wurde Deba Zweite. Nach der Dopingdisqualifikation von Rita Jeptoo Sitienei wurde ihr allerdings nachträglich der Sieg zuerkannt.
Bizunesh Deba lebt mit ihrem Ehemann, dem Läuferkollegen Worku Beyi, in New York City in der Bronx.

## Persönliche Bestzeiten
- 5000 m: 15:52,33 min, 22. Mai 2004, Nobeoka
- 10-km-Straßenlauf: 32:37 min, 12. Juni 2010, New York City
- Halbmarathon: 1:12:50 h, 17. Januar 2010, Naples
- Marathon: 2:23:19 h, 6. November 2011, New York City